# Саве (река)
Саве, Саби (порт. Save, англ. Sabi) — река в Юго-Восточной Африке. Длина реки 640 километров.
Река протекает в Зимбабве и Мозамбике. Река берёт начало в Зимбабве, в 80 км к югу от Хараре. Течёт на юго-восток, пересекает границу Зимбабве и Мозамбика. Впадает в Индийский океан, в Мозамбикский пролив.
Имеет ряд притоков, крупнейшие — Одзи и Лунди. Воды реки используются для орошения. Река является судоходной на протяжении 100 км выше устья.